# Neptunia amplexicaulis
Neptunia amplexicaulis är en ärtväxtart som beskrevs av Karel Domin. Neptunia amplexicaulis ingår i släktet Neptunia och familjen ärtväxter. Inga underarter finns listade i Catalogue of Life.